# Alsophis rufiventris
Alsophis rufiventris је гмизавац из реда Squamata и фамилије Colubridae. 

## Угроженост
Ова врста се сматра угроженом.

## Распрострањење
Присутна је у Холандским Антилима. Изумрла је у Светом Китсу и Невису.